# Bouchra Ouizguen
Bouchra Ouizguen est une danseuse et chorégraphe marocaine, fondatrice et membre de la Compagnie O.

## Biographie
Bouchra Ouizguen est née en 1980 à Ouarzazate au Maroc. Elle vit et travaille à Marrakech depuis 1998. Elle a commencé la danse de manière autodidacte et se consacre principalement à la danse orientale. Dès l'âge de 16 ans, elle monte ses premières pièces expérimentales, notamment dans son lycée, à la suite de quoi elle obtient ses premiers contrats.
Au sein de la Compagnie O, Bouchra Ouizguen travaille avec des femmes aïtas, laâbates et hwariates, danseuses et chanteuses issues des traditions populaires du Maroc. Ces femmes sont à la fois valorisées et rejetées pour leur liberté affichée. Cette ambivalence intéresse Bouchra car, selon ses termes : « elles représentent ce qu'on tait. »
En France, elle travaille notamment avec Mathilde Monnier, Bernardo Montet et Boris Charmatz.

## Créations
- Ana Ounta (date inconnue)
- Mort et Moi (date inconnue)
- Madame Plaza (mai 2009)
- Ha ! (juin 2012)
- Corbeaux (février 2014)
- Ottof (juin 2015)
- "They always come back" (juillet 2025) - Dans le cadre du Festival d'Avignon

## Distinctions
Pour sa pièce Madame Plaza, Bouchra Ouizguen reçoit le prix SACD de la révélation chorégraphique et le prix du Syndicat de la critique en 2010.